# Élie Cohen (économiste)
Pour les articles homonymes, voir Élie Cohen.
Ne doit pas être confondu avec Daniel Cohen (économiste) ou Élie Cohen (professeur).
 (janvier 2012).
Si vous disposez d'ouvrages ou d'articles de référence ou si vous connaissez des sites web de qualité traitant du thème abordé ici, merci de compléter l'article en donnant les références utiles à sa vérifiabilité et en les liant à la section « Notes et références ».
Élie Cohen est un économiste français, né le 3 septembre 1950 à Meknès (Maroc). Directeur de recherche au CNRS (centre national de la recherche scientifique) et enseignant dans plusieurs grandes écoles, il est connu pour ses nombreuses publications ; le grand public le connaît aussi pour ses participations à de nombreuses émissions de radio et télévision, notamment à C dans l'air sur France 5.

## Biographie

### Jeunesse et études
Cohen est diplômé de l'Institut d'études politiques de Paris (section EcoFi, 1972). Il est titulaire d'un doctorat en gestion à l'université Paris-Dauphine, et d'un doctorat en science politique (titulaire d’une habilitation à diriger des recherches).

### Parcours professionnel
Au début de sa carrière professionnelle, Cohen est nommé chercheur à l’École des Mines. Il est ensuite chargé de recherche au Centre de sociologie de l’innovation de l’École des Mines. Il y prépare des rapports d'économie industrielle, par exemple sur Pechiney ou sur le pouvoir patronal en entreprise.
Il rejoint le Centre national de la recherche scientifique comme directeur de recherche au groupe d’analyse des politiques publiques de l'université Paris I Panthéon-Sorbonne. Il enseigne également à l'École normale supérieure de la rue d'Ulm. Il quitte cette fonction pour rejoindre l'Institut d'études politiques de Paris (Sciences Po), où il est rattaché au Cevipof (Fondation nationale des sciences politiques).
Il enseigne à l'IEP de Paris pour la majeure partie de sa carrière, d'abord comme maître de conférences, puis comme professeur. Il dispense des cours de macroéconomie, d'économique publique et de politiques publiques.
Il donne également des cours à l’École normale supérieure de la rue d'Ulm en sociologie des organisations, ainsi qu'à l'École nationale d'administration en économie industrielle. Il a enseigné à l'université Harvard l'économie politique, ainsi qu'au Collège des ingénieurs les stratégies industrielles et financières. Il donne donne aussi régulièrement des conférences à l'INET.

### Autres fonctions
De 1997 à 2012, il est membre du Conseil d'analyse économique.
Il est membre des conseils d'administration d'EDF énergies nouvelles, de Steria et de Pages jaunes.
Il est vice-président du Haut Conseil du secteur public financier.
Il est membre du Conseil d'Orientation du Forum d'Avignon - Culture, économie, média.

## Travaux et analyses

### Sur la déréglementation et la libéralisation des marchés
Elie Cohen est l'un des rédacteurs (avec Philippe Aghion et Jean Pisani-Ferry) du rapport Politique économique et croissance en Europe publié par le Conseil d'analyse économique en 2006. Dans ce rapport, Elie Cohen indique qu'il est favorable à la dérèglementation du marché des biens et à la libéralisation du marché des services, deux domaines « cruciaux » pour la relance de l'intégration économique européenne :

« La relance de l’intégration passe à juste titre par deux domaines cruciaux déjà identifiés : le marché des biens, avec l’achèvement de la déréglementation, et celui des services avec la libéralisation des services en réseau, la libéralisation des services aux entreprises et la libéralisation des services financiers. (page 43) »

S'agissant plus particulièrement des marchés financiers, Elie Cohen soutient dans ce même rapport qu'il est nécessaire de poursuivre la financiarisation de l'économie pour assurer la croissance de l'Europe à long terme :

« Il est connu de longue date que les marchés financiers sont l’un des domaines où la contribution de l’intégration européenne à l’efficacité économique peut être la plus forte. Celle-ci apporte en effet à la fois liquidité et diversification des risques. Elle permet donc simultanément de réduire les coûts, de réduire les primes de risque, et d’assurer la stabilité macroéconomique en présence de chocs sectoriels ou idiosyncrasiques, contribuant ainsi à la croissance à long terme. Cette dimension nous semble régulièrement sous-estimée dans l’évaluation des obstacles à la croissance européenne. (page 140) »

### Sur les crises économiques
Dans un article publié en 2007 par la revue Questions internationales (Mondialisation, néo-capitalisme et développement inégal), Elie Cohen estime que si le capitalisme connaît des « dérèglements », il importe de garder à l'esprit que les marchés financiers (et en particulier les produits dérivés) sont un facteur essentiel de croissance à long terme et de stabilité macro-économique :

« L’industrie des produits dérivés contribue largement à l’action macro-économique à travers le financement de la consommation par monétisation des actifs, l’éclatement de la bulle de l’Internet a été facilement résorbée, et la finance de marché joue un rôle décisif dans la remise sur pied des entreprises affaiblies par les errements de la dernière vague de "fusions-acquisitions". »

Cette analyse est en particulier reprise concernant la crise financière mondiale débutant en 2007 qu'Elie Cohen considère être un évènement bénéfique pour l'économie car elle permet de revenir aux « fondamentaux » :

« Tout se passe comme si le système avait périodiquement besoin d'une crise pour retrouver le sens des grands ordres de valeur économiques. (...) Ces crises nous conduisent à revenir aux fondamentaux économiques, qui sont bons; la croissance est forte et les bilans des entreprises, assainis, sont au meilleur niveau. Il faut s'habituer à l'idée qu'elles ne constituent pas des cataclysmes mais des méthodes de régulation d'une économie mondiale que l'on n'arrive pas vraiment à encadrer par des lois ou des politiques. »

« Dans quelques semaines, le marché se reformera et les affaires reprendront comme auparavant. Il y aura des pertes, des faillites, puis les fonds actuellement fermés (par exemple ceux de la BNP fermés pour un mois) rouvriront et susciteront à nouveau des appétits. »

En 2010 Elie Cohen publie « Penser la crise » (édition Fayard), ouvrage dans lequel « l’efficience et l’autorégulation des marchés, la propension des gourous de la finance à gérer leurs affaires de façon autonome et l’impensé de la liquidité dans la pratique sont durement attaqués. »

## Prises de positions
Lors de l'élection présidentielle française de 2012, il signe l'appel des économistes en soutien au candidat François Hollande en raison de « la pertinence des options [proposées], en particulier pour ce qui concerne la reprise de la croissance et de l'emploi ». Lors de celle de 2017, il apporte son soutien à Emmanuel Macron.

## Critiques
En novembre 2005, sur France Inter, lors d'un débat intitulé « Fallait-il privatiser EDF ? » Élie Cohen est accusé d'être « à longueur de média, porteur d'eau des marchés financiers » par Éric Rouleau, membre du secrétariat de la CGT. Élie Cohen nie en bloc et met en avant son statut d'économiste chercheur au CNRS. 
Serge Halimi, directeur du mensuel Le Monde diplomatique, revient le mois suivant sur cette altercation, interrogé sur le plateau de l'émission Là-bas si j'y suis sur la même radio. Il déclare, amusé, que « l'indignation d'Élie Cohen est d'autant plus cocasse qu'Éric Rouleau a oublié de préciser qu'outre ses fonctions de directeur de recherche au CNRS, dont la rémunération est entièrement à la charge de la collectivité, Élie Cohen est également administrateur de la Société générale, société privatisée, administrateur d'Orange, société privatisée, administrateur du groupe Pages jaunes, société privatisée, qu'il préside le comité scientifique de l'agence de notation éthique [Vigeo Eiris] dirigée par Nicole Notat, ex-secrétaire générale de la CFDT, qu'il est membre du Conseil d'analyse économique [...], qu'il est membre de la Commission des comptes des services [...], qu'il a été fait Chevalier de légion d'honneur [...], et qu'il n'a cessé de prôner la privatisation d'entreprises. Notamment d'un certain nombre de celles dont il deviendra par la suite administrateur ».
Élie Cohen est une cible régulière de l'association de critique des médias proche de la gauche antilibérale Acrimed. Elle lui reproche notamment de faire partie des quelques experts et économistes systématiquement invités dans les médias, ce qui affaiblirait le pluralisme médiatique,.
Élie Cohen est l'une des personnalités critiquées par le film documentaire français sorti en janvier 2012 : Les Nouveaux Chiens de garde, lui-même tiré de l'essai éponyme de Serge Halimi paru en 1997, qui explore les collusions entre les médias français et le pouvoir politique et économique français.
L’hebdomadaire Marianne reproche à Élie Cohen sa défense jugée inconditionnelle de l'Union européenne, y compris de sa gestion de la pandémie de Covid-19 de 2020, et de refuser de voir tout lien entre « les directives de Bruxelles et les difficultés d'un service public de la santé corseté par les calculs marchands imaginés par les diafoirus de l'Union européenne ayant érigé la rentabilité en mode de gestion universel ».

## Film documentaire
Auteur d'un film documentaire : Bulles krachs et rebonds. Réalisation : Michel Kaptur (Production Arte Cinétévé, diffusion Arte 2008)

## Distinctions

### Décoration française
- Officier de la Légion d'honneur

### Distinctions académiques
- Prix sciences humaines de l’Académie des sciences morales et politiques (1997)
- Prix européen du livre d’économie (2002)
- Prix Zerilli-Marimo de l’Académie des sciences morales et politiques (2014)